# Achaz
Achaz (Hebreeuws: אָחָז, ʼĀḥāz, "[Jahweh] grijpt vast / houdt") was koning van het koninkrijk Juda vanaf ongeveer 736 v.Chr. tot 725 v.Chr. Alle informatie over het leven van Achaz is te vinden in de Hebreeuwse Bijbel (in 2 Koningen 16, Jesaja 7-9 en 2 Kronieken 28).

## Leven en regering
Achaz volgde zijn vader Jotam op rond 736 v.Chr. toen hij 20 was (zie verderop over de twijfel over de juistheid hiervan) en regeerde 16 jaar tot 725 v.Chr. Nadat Achaz stierf, werd hij begraven in Jeruzalem en opgevolgd door zijn zoon Hizkia (2 Koningen 16:20).
Achaz wordt beschreven als een slechte en zwakke koning. Hij stapte over naar de godsdienst van omliggende volken en liet in het hele land offerplaatsen voor hun goden oprichten. Hij offerde zelfs één of meerdere van zijn eigen zonen. De profeten Jesaja, Hosea en Micha voerden oppositie tegen zijn beleid op religieus gebied.
Op politiek gebied kwam Achaz snel in de problemen toen koning Resin van Aram (met als hoofdstad Damascus) en koning Pekach van het koninkrijk Israël een coalitie sloten en gezamenlijk tegen Juda ten strijde trokken. Achaz zag zich gedwongen hulp in te roepen van koning Tiglat-Pileser van Assyrië. Achaz betaalde grote sommen goud en zilver voor deze hulp en Juda werd feitelijk een vazalstaat van Assyrië. Tiglat-Pileser veroverde hierop Damascus en liet koning Resin ter dood brengen (2 Koningen 16:5-9).

## Vader van Hizkia?
De regeringsperiode van Achaz leidt tot twijfel of Hizkia wel zijn zoon kon zijn. Volgens 2 Koningen 16:2 werd Achaz koning toen hij 20 was en regeerde hij 16 jaar. Als Hizkia de macht overnam toen hij 25 jaar oud was (2 Koningen 18:2; 2 Kronieken 28:1), kan zijn vader bij de geboorte van zijn zoon hoogstens 11 jaar oud zijn geweest. In 2 Kronieken 28:7 wordt een andere zoon van Achaz genoemd, een zekere Maäseja, die in de oorlog tussen Israël en Juda sneuvelde. Deze moet dus tussen 734 en 732 v.Chr. volwassen zijn geweest, waardoor Achaz bij de geboorte van die zoon wel buitengewoon jong moet zijn geweest, wat de aanduidingen in 2 Koningen 16:2 en 2 Kronieken 28:1 nog onwaarschijnlijker maakt. Soms wordt geprobeerd het probleem op te lossen door een co-regentschap te veronderstellen van Achaz en Jotam; de hypothese is dat Achaz met 20 jaar co-regent werd en na een onbekend aantal jaren co-regentschap 16 jaar alleen regeerde. Een andere theorie is dat Hizkia de broer van Achaz was.
Maar Hizkia was echt een zoon van Achaz. Dit wordt namelijk ondersteund door de inscriptie van een zegel waarvan twee afdrukken zijn bewaard: "van Hizkia, (zoon van) Achaz, koning van Juda". Het probleem zit duidelijk in de chronologie van de opvolging van Jotam door Achaz en er kan dus worden aangenomen dat Achaz ouder was dan in 2 Koningen 16:2 werd vermeld.